# Неорганические гидропероксиды
Неорганические гидропероксиды — неорганические соединения, содержащие гидропероксидную группу OOH и являющиеся кислыми солями пероксида водорода.

## Свойства
Неорганические гидропероксиды известны для щелочных металлов и солей аммония. Они являются нестабильными соединениями и присутствуют в щелочных водных растворах пероксида водорода. Существование гидропероксидов в растворах подтверждено электрохимическим способом и по спектрам комбинационного рассеяния.
Гидропероксид натрия выделен в реакции:
{\displaystyle {\mathsf {(C_{6}H_{5})_{2}CHONa+O_{2}\rightarrow (C_{6}H_{5})_{2}CO+NaOOH}}}
Он распадается при температурах выше 70°C:
{\displaystyle {\mathsf {2NaOOH\rightarrow 2NaOH+O_{2}}}}
Гидропероксид аммония NH4OOH выделен в кристаллическом виде. Он имеет температуру плавления 22-23 °C, разлагается при температурах выше 45 °C с выделением аммиака, воды и кислорода.
Другие неорганические гидропероксиды существуют только в растворах. Их кристаллические формы следует рассматривать как пероксогидраты состава M2O2•H2O2.